# Bộ Đầu (亠)
Bộ Đầu (亠), vốn không có ý nghĩa gì, nhưng thường được hiểu là "phần trên cùng" khi sử dụng làm bộ thủ, là một trong 23 bộ thủ được cấu tạo từ 2 nét trong tổng số 214 Bộ thủ Khang Hy.
Trong Từ điển Khang Hy, có 38 ký tự (trong số 49.030) được tìm thấy dưới bộ thủ này.

## Chữ dùng bộ Đầu (亠)
|  | Số nét | Chữ                 |
|  | ------ | ------------------- |
|  | 2 nét  | 亠                  |
|  | 3 nét  | 亡                  |
|  | 4 nét  | 六 卞 亢 亣         |
|  | 6 nét  | 交 亥 亦 产（簡軆） |
|  | 7 nét  | 亨 亩 亪            |
|  | 8 nét  | 享 京               |
|  | 9 nét  | 亭 亮 亯 亰 亱 亲   |
|  | 10 nét | 亳                  |
|  | 12 nét | 亴 亵               |
|  | 13 nét | 亶 亷               |
|  | 16 nét | 亸（簡軆）          |
|  | 21 nét | 亹                  |

Có một sự khác biệt trong tiếng Nhật và tiếng Trung trong việc in các kiểu chữ sử dụng bộ thủ này. Trong Khang Hy tự điển và tiếng Nhật, một đường thẳng đứng ngắn trên đầu đường ngang được sử dụng trong khi tại Trung Quốc, Đài Loan và Hồng Kông, một dấu gạch chéo, tức bộ chủ, được đặt trên một thanh ngang
| Khang Hy tự điển Nhật Bản Hàn Quốc | Trung Quốc Đại lục Đài Loan Hồng Kông |
| ---------------------------------- | ------------------------------------- |
| 亠                                 | 亠                                    |